# Последний день приговорённого к смерти
«После́дний день приговорённого к сме́рти», также «После́дний день осуждённого» (фр. Le Dernier Jour d’un condamné) — повесть французского писателя Виктора Гюго, опубликованная в 1829 году.
В повести зафиксированы мысли человека, осуждённого на смерть. Тексту предпосланы пространное предисловие и небольшая драматическая сценка. В предисловии Гюго опровергает мнение о недопустимости изображения низменных сторон действительности и выступает за отмену смертной казни. Драматическая сценка «Комедия по поводу трагедии» представляет собой сатирическое изображение светского разговора о вкусе и безвкусице в искусстве.
На русский язык повесть переведена Павлом Антокольским.

## Сюжет
Этот «дневник» был первоначально опубликован анонимно и имел феноменальный успех. Автор не сообщает, в чём вина этого приговорённого. Из текста не вполне ясно, за какое именно преступление осуждён главный герой; наиболее вероятное предположение — убийство. Такой вывод можно сделать, исходя из нескольких описанных в книге сцен — момент повествования подсудимого о своей семье, где отец героя не упоминается, и, как следствие, является мертвым, а также сцена с галлюцинацией, где образ отцеубийцы единственный «не грозит пальцем» приговоренному к смерти. В день казни осуждённый в последний раз увидит свою трёхлетнюю дочь, которая не признаёт его.
Осуждённый на смерть думает о своей судьбе, жизни и смерти; в повести подробно зафиксированы его мысли, чувства, страхи в ожидании казни, описана тюремная реальность, в том числе камера заключённого. Гюго просто недоумевает: существует ли преступление, соизмеримое с муками, которые испытывают осуждённые в ожидании исполнения приговора? Откуда у одного человека появляется право лишать жизни другого? Повесть выходит вместе с предисловием от издателя (то есть автора), где Гюго утверждает, что его роль — «роль ходатая за всех возможных подсудимых, виновных или невинных, перед всеми судами и судилищами, перед всеми присяжными, перед всеми вершителями правосудия».

## Влияние
Сразу после выхода книга вызвала во Франции полемику, разные толкования и литературные пародии.
Повесть оказала влияние на Ч. Диккенса и Ф. М. Достоевского, который вспоминал его, когда ожидал расстрела. Сам расстрел, однако, не состоялся. В предисловии к повести «Кроткая» (1876) Достоевский отмечал, что «фантастическая форма рассказа», преднамеренно выбранная Гюго, не только не мешает глубине и правдивости его шедевра, но, напротив, усиливает впечатление от него: без неё он не мог бы придать своему рассказу присущего ему глубокого драматизма, создать «самого реальнейшего и самого правдивейшего произведения из всех, им написанных». Исследователи находят также параллели и отсылки к повести Гюго в романах Достоевского «Идиот» и «Бесы».
Исследователи находят некоторые мотивно-повествовательные переклички и отсылки к повести Гюго в романе В. В. Набокова «Приглашение на казнь». Так, оба произведения начинаются с одной и той же ситуации: узнику объявляют смертный приговор, после чего следуют несколько недель одиночного заключения, наполненных переживаниями и размышлениями героя. Заканчиваются оба произведения казнью персонажа: Цинциннат поднимается на эшафот, а приговоренный у Гюго слышит на лестнице шаги — последнее, что он уже может записать в своём дневнике. Вместе с тем, по мнению литературоведа Н. А. Карпова, данный сюжет был распространён романтической литературой, а потому утверждать на основании этого сугубо внешнего сходства наличие некой внутренней связи между романом Набокова и повестью Гюго было бы слишком опрометчиво. По его мнению, Набоков в «Приглашении на казнь» активно пародирует так называемую «тюремную» литературу эпохи романтизма. Вместе с тем отмечается и тематическая, стилистическая и идейная близость этих текстов, к которой можно отнести: «великое множество однозначно перекликающихся образов, мотивов, сюжетных деталей, стилистических фигур, совпадающий контрапункт эмоционально-интонационного движения».